# 谷中田トキオ
谷中田 トキオ（やちゅうだ ときお、1996年2月22日 - ）は、日本の元子役。東京都出身。TARGETに所属。

## 人物
- 2006年から2007年までスターダストプロモーションに所属し子役として活動していた。
- TARGETに所属し、キックボクシングやっている。

## 出演

### 映画
- マスター・オブ・サンダー（2006年、日活）[1]

### Web
- 4STORIES 4ROADS サプライズブラザーズ（2006年7月8日、BS日テレ）[1]